# Малицька Любов Іванівна
Любо́в Іва́нівна Ма́лицька (29 листопада 1936, Запоріжжя) — українська співачка (мецо-сопрано). Народна артистка України (1997).

## Життєпис
Народилась 29 листопада 1936 року в Запоріжжі в родині сталевара-мартенівця, який загинув як герой в боях за польське місто Катовіце під час Другої світової війни.
Музичну школу закінчила в рідному місті, вокальну освіту здобула в Одеському музичному училищі (викладач — Фаїна Василівна Ратмірова).
1967 року виступала у складі Ленінградського диксиленду.
Була солісткою ансамблю «Крила» Запорізької філармонії. 1977 року ВІА «Крила» під керівництвом Леоніда Попернацького став лауреатом І премії Всеукраїнського конкурсу артистів естради. Цей ансамбль був популярним в Україні, мав численні записи пісень на радіо, гастролював. Тут починав кар'єру один з найкращих перкусистів України Сергій Хмельов.
Згодом — артистка Запорізької філармонії.
1997 року удостоєна звання Народної артистки України.